# Episteme westwoodi
Episteme westwoodi är en fjärilsart som beskrevs av Kirby 1897. Episteme westwoodi ingår i släktet Episteme och familjen nattflyn. Inga underarter finns listade i Catalogue of Life.